# Притыкино (Чучковское сельское поселение)
Притыкино — деревня в Сокольском районе Вологодской области.
Входит в состав Чучковского сельского поселения, с точки зрения административно-территориального деления — в Чучковский сельсовет. Расположена к югу от автодороги А123.
Расстояние по автодороге до районного центра Сокола — 81 км, до центра муниципального образования Чучкова — 10 км. Ближайшие населённые пункты — Яковково, Кувшиново, Овсянниково, Ершово.
По данным переписи в 2002 году постоянного населения не было.